# Real Republicans (Accra)
El Real Republicans FC fue un equipo de fútbol de Ghana que alguna vez jugó en la Liga de fútbol de Ghana, la liga de fútbol más importante del país.

## Historia
Fue fundado en el año 1956 en la capital Acra y fue junto al Hearts of Oak uno de los equipos más exitosos del país, aunque solamente llegó a ser campeón de liga en 1 ocasión, en 1962, pero la Copa de Ghana la ganó 4 veces de manera consecutiva durante la década de los años 60s, la última en 1965 en su última participación en el torneo.
EL Real Republicans FC fue la base de los modelos de equipo de fútbol en Ghana y fue uno de los equipos que boicotearon el primer torneo que se iba a realizar como protesta contra el Presidente de la Federación de Fútbol del país.
También fue el primer equipo de Ghana en participar en la Copa Africana de Clubes Campeones, en su primera edición en 1965 , siendo derrotado en semifinales por el Oryx Douala de Camerún. Clasificó por ganar la fase clasificatoria en África del Oeste B.
El equipo se disolvió en el año 1966.

## Palmarés
- Liga de fútbol de Ghana: 1

1962
- Copa de Ghana: 4

1962, 1963, 1964, 1965.

## Participación en competiciones de la CAF
| Temporada | Torneo                            | Ronda       | Club        | Resultado |
| --------- | --------------------------------- | ----------- | ----------- | --------- |
| 1964      | Copa Africana de Clubes Campeones | Semifinales | Oryx Douala | 1-2       |